# Trakt Królewski w Warszawie

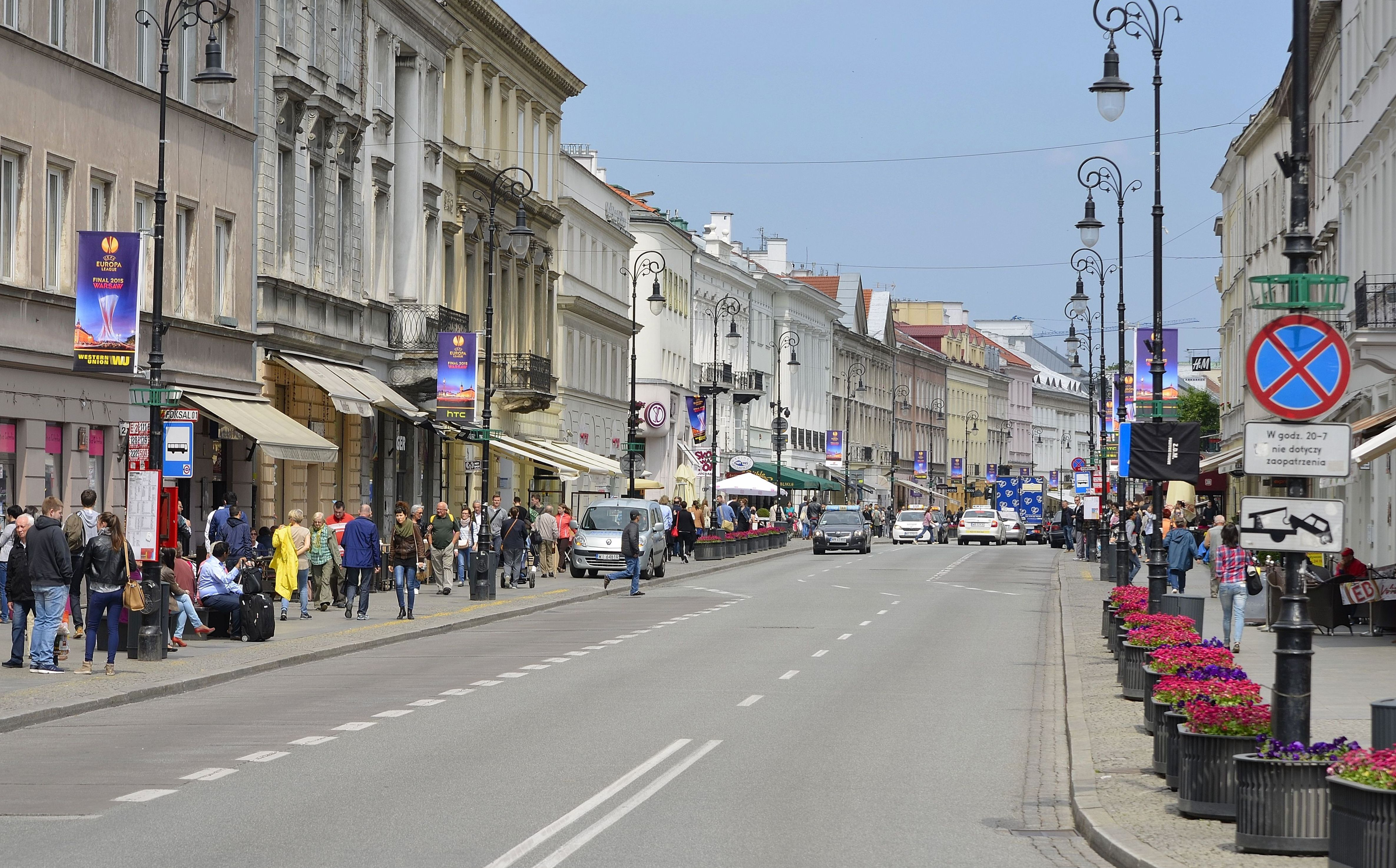
Ulica Nowy Świat, fragment Traktu Królewskiego

Trakt Królewski w Warszawie – dawniej szlak komunikacyjny prowadzący ze Starego Miasta w Warszawie w kierunku południowym. Współcześnie ciąg ulic, przy którym znajduje się wiele zabytkowych budowli.
Trakt Królewski zaczyna się na placu Zamkowym i biegnie ulicami: Krakowskim Przedmieściem, Nowym Światem, Alejami Ujazdowskimi, Belwederską i Sobieskiego do Wilanowa.
W 1994 Trakt Królewski w Warszawie wraz z historycznym zespołem miasta i Wilanowem został uznany za pomnik historii.